# Constanze
Constanze (auch Konstanze) ist ein aus dem Lateinischen (lat. cōnstántia, deutsch „Beständigkeit, Festigkeit“) übernommener weiblicher Vorname; die männliche Form lautet Konstantin. Der Name, der im Mittelalter im Hochadel üblich war, kam im 18. Jahrhundert wieder auf. Die aus dem Französischen übernommene englische Form lautet Constance.

## Namenstag
Der Namenstag ist der 18. Februar.

## Varianten
Constance

## Namensträger

### Constanze
- Constanze von Österreich (1588–1631), durch Heirat Königin von Polen und Schweden, Großfürstin von Litauen
- Constanze Abratzky (* 1961), deutsche Journalistin
- Constanze Angerer (* 1943), deutsche Juristin
- Constanze Angermann (* 1964), deutsche Journalistin
- Constanze Becker (* 1978), deutsche Schauspielerin
- Constanze Behrends (* 1981), deutsche Schauspielerin und Autorin
- Constanze Berndt (* 1972), deutsche Schauspielerin
- Constanze von Bullion (* 1964), deutsche Journalistin
- Constanze Dahn (1814–1894), deutsche Schauspielerin
- Constanze Dennig (* 1954), österreichische Ärztin und Autorin
- Constanze Engelbrecht (1950–2000), deutsche Schauspielerin
- Constanze Fischbach (* 1985), deutsche Schauspielerin und Sängerin
- Constanze von Franken, Pseudonym von Helene Stökl (1845–1929), deutsche Schriftstellerin
- Constanze Geiger (1835–1890), österreichische Pianistin und Schauspielerin
- Constanze Gensel (* 1969), deutsche Eiskunstläuferin
- Constanze Giese (* 1966), deutsche römisch-katholische Theologin
- Constanze Grobe (1877 – nach 1923), deutsche Schauspielerin
- Constanze Hallgarten (1881–1969), deutsche Frauenrechtlerin
- Constanze Harpen (* 1947), deutsche Schauspielerin und Synchronsprecherin
- Constanze Janda (* 1976), deutsche Rechtswissenschaftlerin
- Constanze John (* 1959), deutsche Autorin
- Constanze Kirchner (* 1962), deutsche Kunstpädagogin
- Constanze Kleis (* 1959), deutsche Journalistin und Autorin
- Constanze Krehl (* 1956), deutsche Politikerin (SPD)
- Constanze Kurz (* 1974), deutsche Informatikerin
- Constanze Langer (* 20. Jahrhundert), deutsche Industriedesignerin und Hochschullehrerin
- Constanze Lindner (* 1973), deutsche Kabarettistin und Schauspielerin
- Constanze Manziarly (1920 – wohl 1945), österreichische Diätassistentin und Köchin Adolf Hitlers
- Constanze Moser-Scandolo (* 1965), deutsche Eisschnellläuferin
- Constanze Mozart, geb. Weber (1762–1842), österreichische Sopranistin und Ehefrau Wolfgang Amadeus Mozarts
- Constanze Paulinus (* 1985), britisch-deutsche Eiskunstläuferin
- Constanze Polaschek (* 1977), deutsche Journalistin und Fernsehmoderatorin
- Constanze Priester (* 1977), deutsche Schauspielerin
- Constanze Rick (* 1969), deutsche Fernsehmoderatorin
- Constanze Ruhm (* 1965), österreichische Künstlerin
- Constanze Schwedeler (1876–1962), deutsche Künstlerin
- Constanze Siering (* 1991), deutsche Ruderin
- Constanze Stelzenmüller (* 1962), deutsche Juristin und Politikwissenschaftlerin
- Constanze Wächter (* 1988), deutsche Schauspielerin
- Constanze Wagner (Künstlerin) (1943–2021), südafrikanisch-deutsche Künstlerin
- Constanze Wagner (Leichtathletin) (* 1963), deutsche Ultramarathonläuferin
- Constanze Weinig (* 1971), deutsche Schauspielerin
- Constanze von Wetter-Rosenthal (1872–1948), deutsch-baltische Bildhauerin
- Constanze Wilken (* 1968), deutsche Schriftstellerin und Kunsthistorikerin
- Constanze Wolter (* 1965), deutsche Volleyballspielerin
- Constanze Zeitz (* 1964), deutsche Rennrodlerin
- Constanze (22. Juli 1938 – 22. Januar 2024), deutsche Zauberkünstlerin

### Konstanze, original zumeistConstanze
- Konstanze von der Provence (986–1034), Königin von Frankreich
- Konstanze von Burgund († 1093), Königin von León-Kastilien
- Konstanze (Antiochia) (1127–1163), Fürstin von Antiochia
- Konstanze von Kastilien (Frankreich) (1140–1160), Königin von Frankreich
- Konstanze von Sizilien (1154–1198), Königin von Sizilien, Kaiserin; Frau von Kaiser Heinrich VI.
- Konstanze von der Bretagne (1161–1201), Herzogin der Bretagne
- Konstanze von Ungarn (um 1180 – 1240), Königin von Böhmen und Frau von Ottokar I. Přemysl
- Konstanze von Aragón (um 1184 – 1222), römisch-deutsche Kaiserin
- Konstanze von Staufen (1230–1307), Tochter von Kaiser Friedrich II.
- Konstanze von Sizilien (1249–1302), Königin von Aragonien und von Sizilien
- Konstanze von Kastilien (1354–1394), Tochter Peters des Grausamen

### Konstanze
- Konstanze Breitebner (* 1959), österreichische Schauspielerin und Drehbuchautorin
- Konstanze Burkard, deutsche Regisseurin und Drehbuchautorin
- Konstanze Caradonna (* 1968), deutsch-schweizerische Sängerin
- Konstanze Dutzi (* 1974), österreichische Schauspielerin
- Konstanze Fischer (* 1989), deutsche Schauspielerin
- Konstanze Fliedl (* 1955), österreichische Literaturwissenschaftlerin
- Konstanze von Gutzeit (* 1985), deutsche Cellistin
- Konstanze Klosterhalfen (* 1997), deutsche Läuferin
- Konstanze Krüger (* 1968), deutsche Zoologin und Verhaltensforscherin
- Konstanze Kuchenmeister (* 1968), deutsche Ärztin und Autorin
- Konstanze Lauterbach (1954–2025), deutsche Theaterregisseurin
- Konstanze Petersmann (1942–2021), deutsche Autorin
- Konstanze Röhrs (* 1962), österreichische Unternehmerin und Politikerin (FPÖ)
- Konstanze von Schulthess (* 1945), deutsche Autorin
- Konstanze Schwanzara, Pseudonym Tana Schanzara (1925–2008), deutsche Schauspielerin
- Konstanze Vernon (1939–2013), deutsche Tänzerin und Choreografin
- Konstanze Wegner (* 1938), deutsche Historikerin und Politikerin (SPD)

### Constance
- Constance Bennett (1904–1965), US-amerikanische Schauspielerin
- Constance Collier (1878–1955), britische Schauspielerin
- Constance Cummings (1910–2005), US-amerikanisch-britische Schauspielerin
- Constance Cummings-John (1918–2000), sierra-leonische Politikerin und Frauenrechtlerin
- Constance DeJong (Schriftstellerin) (* 1950), US-amerikanische Schriftstellerin und Künstlerin
- Constance Dowling (1920–1969), US-amerikanische Schauspielerin
- Constance Ford (1923–1993), US-amerikanische Schauspielerin
- Constance Furneaux (* 1916), britische Läuferin
- Constance Jablonski (* 1991), französisches Model
- Constance Keene (1921–2005), US-amerikanische Pianistin und Musikpädagogin
- Constance Langley (um 1375 – 1416), englische Adlige und Rebellin
- Constance Le Grip (* 1960), französische Politikerin
- Constance Malleson (1895–1975), britische Schauspielerin und Schriftstellerin
- Constance Marie (* 1965), US-amerikanische Schauspielerin
- Constance Markiewicz (1868–1927), irische Politikerin und Nationalistin
- Constance Mayer (1775–1821), französische Malerin
- Constance Money (* um 1956), US-amerikanische Pornodarstellerin
- Constance Moore (1921–2005), US-amerikanische Schauspielerin
- Constance Baker Motley (1921–2005), US-amerikanische Juristin
- Constance Radfan (* 1969), deutsche Volleyballspielerin
- Constance Reid (1918–2010), US-amerikanische Autorin und Historikerin
- Constance Rourke (1885–1941), US-amerikanische Kultur- und Literaturwissenschaftlerin
- Constance Rudert (* 1977), deutsche Musikerin
- Constance zu Salm-Reifferscheidt-Dyck (1767–1845), französische Schriftstellerin
- Constance Scharff (* 1959), deutsche Zoologin und Verhaltensforscherin
- Constance Sibille (* 1990), französische Tennisspielerin
- Constance Simelane, eswatinische Politikerin
- Constance Talmadge (1898–1973), US-amerikanische Schauspielerin
- Constance Titus (1873–1967), US-amerikanischer Ruderer
- Constance Towers (* 1933), US-amerikanische Schauspielerin und Sängerin
- Constance Wachtmeister (1838–1910), französisch-englische Theosophin
- Constance Wetzel (* 1965), deutsche Schauspielerin
- Constance Wilde (1858–1898), britische Autorin und Ehefrau Oscar Wildes
- Constance Wilson-Samuel (1908–1953), kanadische Eiskunstläuferin
- Constance Fenimore Woolson (1840–1894), US-amerikanische Schriftstellerin
- Constance Worth (1912–1963), australische Schauspielerin
- Constance Wu (* 1982), US-amerikanische Schauspielerin
- Constance Zimmer (* 1970), US-amerikanische Schauspielerin